# Jardín Botánico de Nairobi

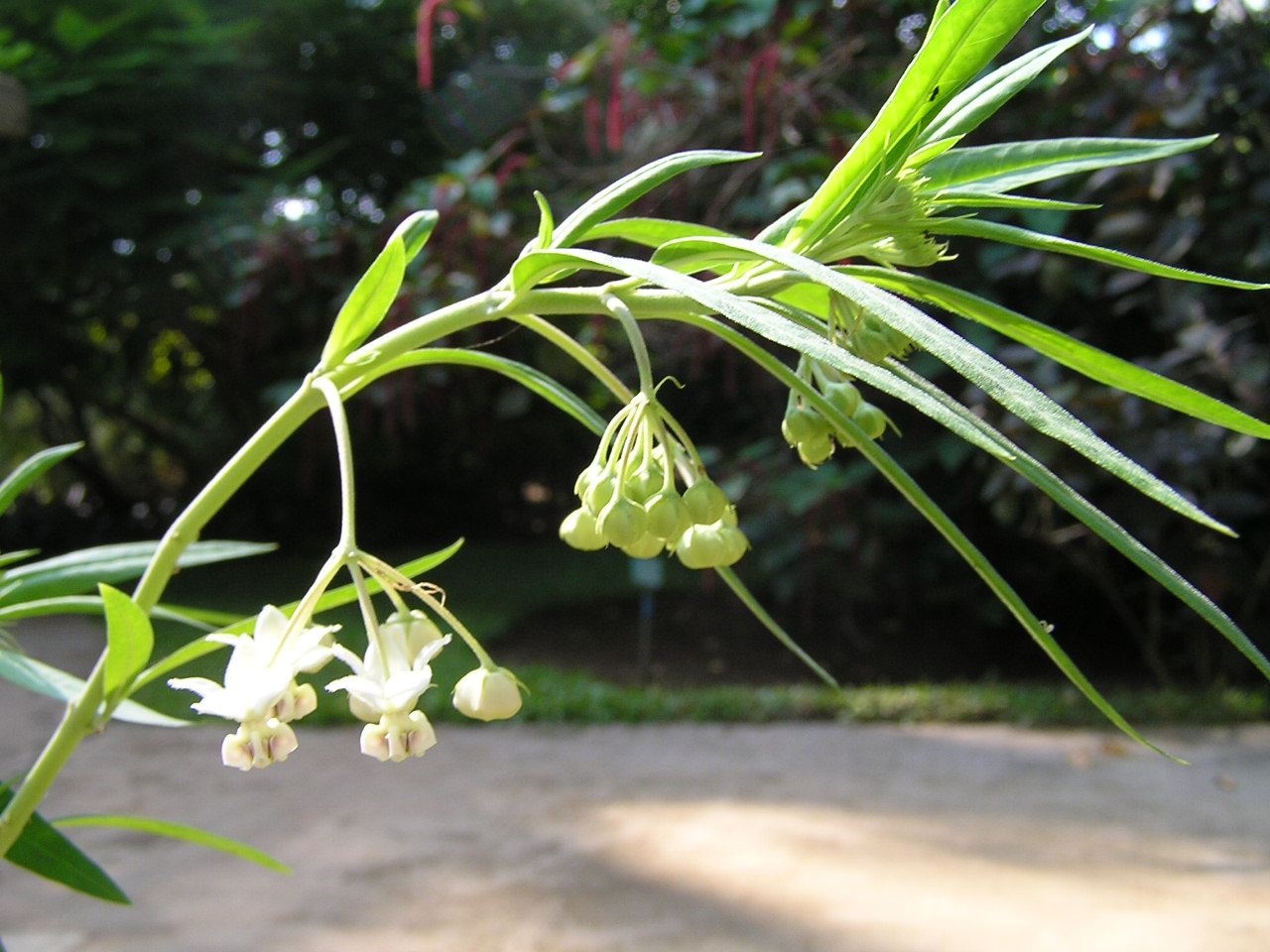
Gomphocarpus physocarpus, planta de Kenia.

El Jardín Botánico de Nairobi (en inglés : Nairobi Botanic Gardens) es un jardín botánico de 7 hectáreas de extensión en los alrededores de Nairobi, Kenia. Es miembro del BGCI, y presenta trabajos para la Agenda Internacional para la Conservación en los Jardines Botánicos, su código de identificación internacional como institución botánica, así como las siglas de su herbario es NAIRM.

## Localización
National Museums of Kenya, Nairobi Botanic Garden P.O.Box 40658, Nairobi, Kenya-Kenia.1°16′27.4794″S 36°48′47.1594″E / -1.274299833, 36.813099833

## Historia
Los orígenes del jardín botánico de Nairobi están en la trayectoria de muchos otros a través de la Commonwealth Británica. Es relativamente nuevo porque la región entera de África oriental era conocida como África del Este británica, siendo toda ella una región específica y consecuentemente los jardines botánicos del África del Este británica fueron situados en la actual Uganda, los que en la actualidad todavía perviven. 
Por consiguiente, cuando vino la independencia para el África del Este británica, muchos de los países nuevamente independientes se encontraron sin su propio jardín botánico nacional, Kenia entre ellos. 
En 1995 un equipo de consultores de Kew, de botánicos del herbario de África del Este y del personal del Museo Nacional de Nairobi designaron el actual emplazamiento del jardín botánico a solamente 1.5 kilómetros del centro de la ciudad de Nairobi.
Desde el principio se han fijado los objetivos a conseguir, para reflejar esos criterios como el resto de los jardines botánicos internacionales, que están para la educación, el ocio público, la conservación y la investigación, estando representados a través de este jardín en el que los Museos Nacionales de Kenia continúen consolidando y atesorando su herencia natural. 

## Colecciones

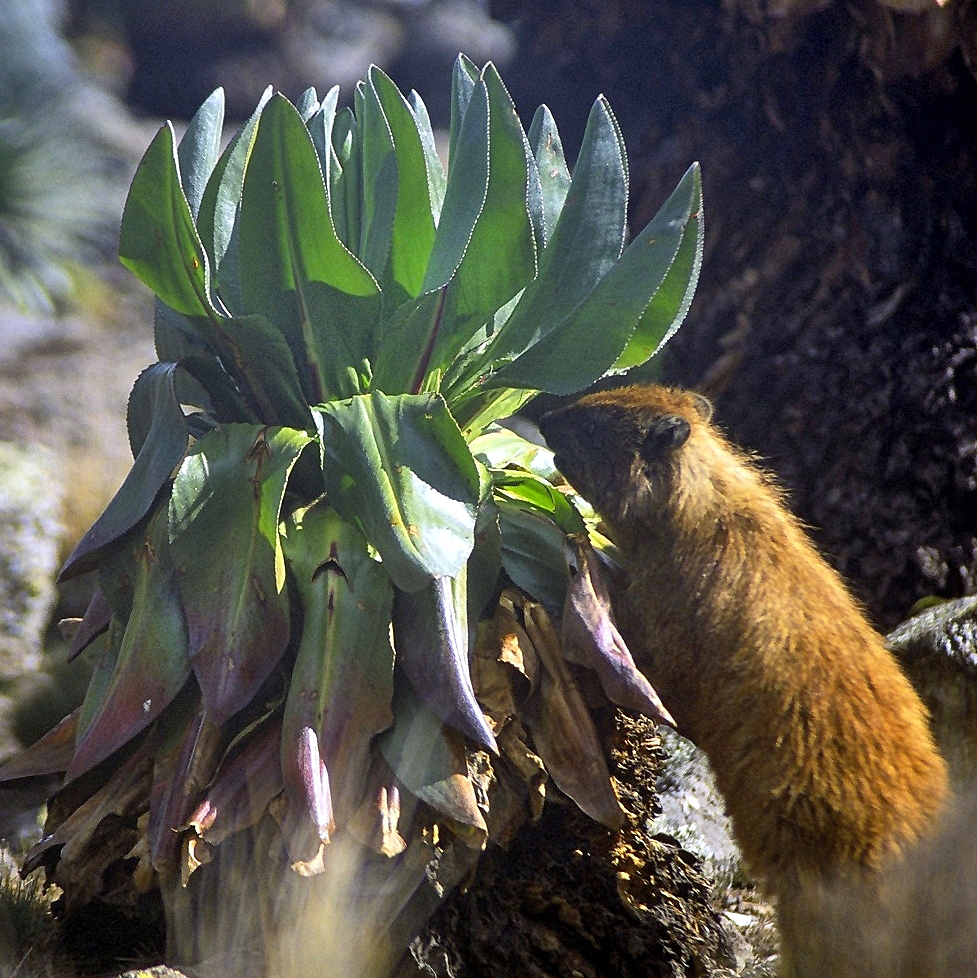
Dendrosenecio keniensis, planta endémica de Kenia.

El jardín botánico de Nairobi alberga 17 jardines temáticos, con 600 especies de plantas indígenas y 80 exóticas, exhibidas en un diseño que intenta imitar a los espácios naturales.
Entre sus colecciones especiales son de destacar,
- Suculentas,
- Colección de orquídeas,
- Palmas,
- Cycas,
- Colección de hierbas,
- Colección de plantas trepadoras
- Arboreto.

Mantiene un banco de semillas con capacidad del almacenamiento de larga duración. Contiene 17 accesiones que representan 6 especies (1994 figuras). 